# Alonso de Lanzós
Alonso de Lanzós foi um nobre e dirigente irmandinho. Em 1467, na Grande Guerra Irmandinha, juntar-se-vai aos vassalos fazendo suas as reivindicações destes e dirige ao lado de Pedro Osório e Diego de Lemos um verdadeiro exército popular.
Lanzós levantou contra a casa dos Andrade, que tinha servido, por afronta à sua própria família. Conseguiu vencer todas as suas fortificações, exceto a de Moeche, mas acabou sendo preso por Fernán Pérez Parragués e terminou em um calabouço de Andrade.

## Biografia
Alfonso de Lanzós era um cavaleiro galego originário de Betanzos, um fidalgo modesto que então tinha vinte homens de cavalgada e quatrocentos vassalos. Serviu ao seu primo Fernán Pérez de Andrade para depois mudar para a casa dos Gómez Pérez das Mariñas. Em 1465, foi a Castela para solicitar a proteção do rei Enrique IV .

### Segunda revolta irmandinha (1467 a 1469)
A revolta começou em Santiago de Compostela e estava formada por 80.000 homens armados e dirigida por:
- Diego de Lemos que assumiu o comando da revolta na zona de Ourense.
- Pedro Osório levou Santiago, Padrón e Pontevedra.
- Alonso de Lanzós assumiu o comando das milícias populares, em Betanzos e Mondoñedo.

No início a revolta fez com o território destruindo mais de cem castelos e os nobres fugiram para Portugal, Astúrias e Castela. Em 1468, Lanzós derrotou os barões feudais. Em 1469 Pedro Madruga, fugido no início da revolta, iniciou a ofensiva desde Portugal com a ajuda de parentes e amigos da cavalaria portuguesa no comando de um exército armado com arcabuces, e percorreu o trajeto Tui-Pontevedra-Padrão -Santiago, encontrando-se com Fonseca e Pimentel cerca de Santiago de Compostela. Um segundo exército dirigido pelo arcebispo Fonseca vem desde Salamanca, acompanhado de Juan Pimentel, irmão do Conde de Benavente, bem como de Pedro Vega e outros cavaleiros. Juntando Pedro Alvarez-los em Balmalige perto de Santiago. O terceiro exército chega a partir de Castela, o Conde de Lemos, que avança a partir de Ponferrada até Monforte com Pedro Pardo de Cela. O exército Irmandinho desconhecia as armas de fogo. Empregavam apenas animais, ondas e catapultas. Pedro Madruga ganha batalha após batalha e Alonso de Lanzós tem que retirar os seus homens ao castelo dos Andrade em Pontedeume. Por então Pedro Osório e Diego de Lemos ríndense deixando a revolta e passam ao inimigo. Sabedor da crueldade do senhor dos Andrade e da impossibilidade de continuar a luta decide se render ao bispo de Santiago Alonso de Fonseca II entregando Pontedeume. Quando retirava foi feito preso e entregue a Fernán Pérez de Andrade em 1470.

## Últimos anos

Escudo do concelho de Maceda com as armas dos Lanzós.

Alonso de Lanzós perdeu suas posses nas mãos do conde de Lemos e Diego de Andrade em vingança:
- A casa forte de Lanzós, e outras
- Os coutos de São Sadurniño, Ferreira, e São Martinho  com todos os seus vassalos, senhorio e jurisdiçión çevil e creminal .
- Os padroados e benefícios de Lanzós, São Sadurniño, O Devesa, São Cristóvão de Ferreira, San Xiao de Ferrol, São Jorge da Marinha, São João de Esmelle, Santa Uxia de Mandi e São Mateus (atual Narón).

Fez testamento em 21 de maio de 1480 na cidade de La Coruña. Na casa do mercador João de Deus onde se encontrava recolhido e prostrado de doença, mandando ser enterrado no convento de São Francisco de La Coruña, onde diz que descansavam seus antepassados . Sua viúva em 1492 preitexa pela recuperação dos bens.